# Dwór w Siemisławicach
Dwór w Siemisławicach – zabytkowy dwór w miejscowości Siemisławice.
Dwór z 1609 roku, obecnie dom nr 15. Początkowo był to niewielki zamek wzniesiony w pierwszej połowie XV wieku dla piastowskiego księcia Fryderyka I legnickiego. Następnie od 1445 roku we władaniu rodziny von Czirn, być może jako lenno. Około 1609 roku przebudowany przez Georga von Czirna na renesansowy dwór. Kolejna przebudowa nastąpiła po 1653 r., a następnie w drugiej połowie XIX w. i na początku XX w. W latach 1743–1945 własność fundacji charytatywnej, która oddawała majątek w dzierżawę. Po 1945 roku należał do PGR i w tym czasie w dworze urządzono biura i mieszkania. W latach 1972–1974 dwór był remontowany. Od 2011 roku dwór nie jest użytkowany. Budynek jest zbudowany z kamienia i cegły, na rzucie prostokąta, częściowo podpiwniczony, dwukondygnacyjny, z użytkowym poddaszem, nakryty dachem dwuspadowym. Od wschodu parterowa przybudówka. Fasada dziewięcioosiowa, z centralną prostokątną wieżą. W wieży znajduje się główne wejście do budynku ozdobione dwuosiowym manierystycznym portalem z kartuszem z herbami rodów von Czirn i von Zedlitz. Elewacje pozbawione ozdobnych detali, z oknami w prostych wykonanych w tynku opaskach. Pomiędzy trzecią i czwartą kondygnacją wieży zegar słoneczny. Układ wnętrz dwutraktowy, z centralną sienią i klatką schodową umieszczoną w wieży. W części pomieszczeń zachowane sklepienia krzyżowe i kolebkowe z lunetami, w pozostałych płaskie stropy. Do dworu przylegają resztki zdewastowanego parku oraz zabudowania dawnego folwarku: oficyna mieszkalna, stodoła, stajnia, obora i spichlerz. Obiekt został wpisany do rejestru zabytków pod numerem 277/1635 w dniu 12.04.1966 r.

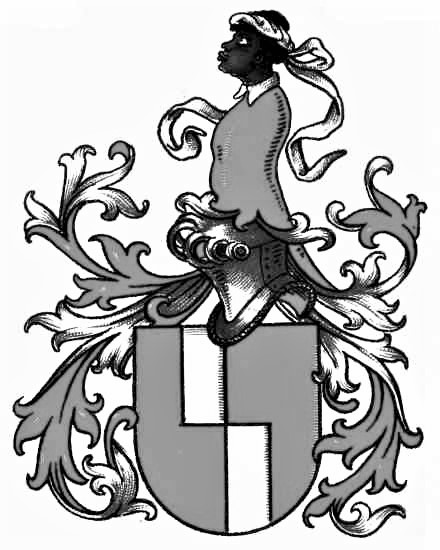
Herb Georga von Czirn
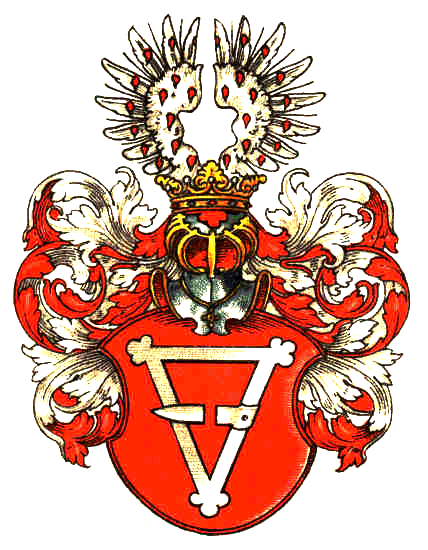
Herb von Zedlitz